# Ruisseau de Verdié
Le ruisseau de Verdié, est un ruisseau français qui coule en région Occitanie, dans le département de Tarn-et-Garonne. C'est un sous-affluent de la Garonne par le ruisseau de Pantagnac.

## Géographie
De 12,9 km de longueur, il prend sa source sur la commune de Montbartier sous le nom de ruisseau de la Garouille et se jette dans le Ruisseau de Pantagnac sur la commune de Escatalens en Tarn-et-Garonne.

### Département et communes traversés
- Tarn-et-Garonne : Finhan, Montbartier, Escatalens, Montech.

## Principaux affluents
- Ruisseau de Sandrune : 2,7 km
- Ruisseau des Pères : 3,1 km
- Ruisseau de Turassou : 4,1 km